# Bizanc
Bizanc (grško: Βυζάντιον [Bizántion], latinsko: Bizantium), antično grško mesto, ki so ga na južnem vhodu v Bosporsko ožino leta 667 pred n. št. ustanovili grški kolonisti iz Megare in ga imenovali po svojem kralju Bizasu (grško: Βύζας [Bizas]). Mesto se je kasneje preimenovalo v Konstantinopel in za nekaj časa postalo prestolnica klasičnega Rimskega cesarstva, zatem pa za več kot tisoč let prestolnica Bizantinskega cesarstva. Konstantinopel so leta 1453 osvojili osmanski Turki in ga izbrali za prestolnico svojega cesarstva. Republika Turčija je leta 1930 Konstantinopel uradno preimenovala v Istanbul (slovensko Carigrad).

## Zgodovina
Nastanek Bizanca je zavit v legendo, ki pravi, da je mesto ustanovil Bizas iz Megare, ko je leta 667 pred n. št.  plul proti severozahodu preko Egejskega morja. Bizas se je pred potovanjem v preročišču Delfi posvetoval, kje naj ustanovi svoje novo mesto in dobil odgovor, naj ga ustanovi "nasproti slepega". Bizas si odgovora ni znal razložiti, dokler ni priplul do Halkedona na vzhodni obali Bosporske ožine, kjer je ugotovil, da so ustanovitelji Halkedona spregledali mnogo bolj primeren prostor na nasprotni strani ožine. Bizas je prav na tem mestu ustanovil svoje mesto in ga po sebi imenoval Bizanc. Mesto se je zaradi svojega položaja na samem vhodu v Črno morje ukvarjalo predvsem s trgovino in kasneje osvojilo Halkedon na azijski obali ožine.
V vojni med Pescenijem Nigrom in Septimijem Severjem se je mesto postavilo na Prescenijevo stran, zato so ga Rimljani leta 196 oblegali in opustošili. Novi cesar Septimij Sever je mesto obnovil in kmalu je doseglo svoj prejšnji pomen. 
Ugoden strateški položaj Bizanca je privabil rimskega cesarja Konstantina I., ki je leta 330 mesto izbral za vzhodno prestolnico Rimskega cesarstva in ga preimenoval v Nova Roma (Novi Rim). Po njegovi smrti se je mesta prijelo ime Konstantinopel – Konstantinovo mesto (grško: Κωνσταντινούπολις [Konstantinoupolis]). Po razpadu Rimskega cesarstva je postalo prestolnica Vzhodnega rimskega ali Bizantinskega cesarstva. 
Konstantinopel je zaradi svoje lege na stiku med Evropo in Azijo obvladoval promet med Sredozemskim in Črnim morjem in postal trgovsko, kulturno in diplomatsko središče. 29. maja 1453 so ga osvojili osmanski Turki, ga preimenovali v Carigrad (turško Istanbul) in vanj preselili prestolnico svojega cesarstva.  Po ustanovitvi Turške republike so prestolnico države preselili v Ankaro, Carigrad pa je ostal največje in najbolj razvito mesto v Turčiji.

## Slavni meščani
- Homer iz Bizanca, jezikoslovec in pisec tragedij iz zgodnjega 3. stoletja pred n.št.
- Filon iz Bizanca, inženir, živel približno od 280-220 pred n. št.
- Epigen iz Bizanca, astrolog, živel v 3.-2. stoletju pred n. št.
- Justinijan (483-565) in Teodora (500-548), vladarja Bizanca na višku njegove moči,